# Aalto (gruppo musicale)
Aalto è un progetto musicale finlandese di musica trance, composto da Paavo Siljamäki (noto anche come P.O.S.) degli Above & Beyond e Miika Eloranta (nota anche come Super8) dei Super8 & Tab.
Il duo è nato nel 2002 e da allora ha registrato 5 singoli, tutti con l'etichetta discografica Anjunabeats. Il singolo di maggior successo è stato Rush.

## Discografia

### Singoli
- 2002 – Liquid Sweep
- 2003 – Rush
- 2004 – Taurine
- 2005 – Resolution
- 2006 – 5

### Remix
- 2003 - Velvet Morning (Kyau & Albert feat. Damae)